# بئر جهيم (الرقة)
بئر جهيم قرية سورية تتبع ناحية سلوك في منطقة تل ابيض في محافظة الرقة. بلغ عدد سكانها 38 نسمة في عام 2004 حسب إحصاء المكتب المركزي للإحصاء.